# محوطه سرمله دره یابو
محوطه سرمله دره یابو مربوط به دوره اشکانیان - دوره ساسانیان است و در شهرستان گیلانغرب، بخش مرکزی، دهستان حیدریه، ۳/۴ کیلومتری شمال غربی روستای ژاوه مرگ واقع شده و این اثر در تاریخ ۲۶ اسفند ۱۳۸۷ با شمارهٔ ثبت ۲۵۶۵۶ به‌عنوان یکی از آثار ملی ایران به ثبت رسیده است.